# Tenzorové pole
Tenzorovým polem se označuje tenzorová veličina, která je definována v každém bodě zkoumaného prostoru. V každém bodě prostoru je tedy definován určitý tenzor, přičemž řád tohoto tenzoru je v celém uvažovaném prostoru stejný, ale mění se hodnoty jeho složek. Jedná se tedy o skupinu tenzorů nacházejících se v různých bodech prostoru, o nichž tvrdíme, že přísluší jedné veličině.
Vzhledem k tomu, že vektor a skalár je speciální případ tenzoru, lze obdobným způsobem definovat pole vektorové, kdy je v každém bodě prostoru definován vektor, který přiřazujeme jedné specifické veličině. Pokud je v každém bodě daného prostoru definován skalár, pak hovoříme o skalárním poli.
Uvažovaným prostorem, na kterém je definováno pole, nemusí být pouze třírozměrný prostor. Pole může být definováno také na libovolném zkoumaném prostoru, např. na ploše (např. rovině, povrchu koule apod.) nebo také v prostoročasu.
Pokud je určité pole prostorově omezeno, tzn. nachází se pouze v určité části prostoru, můžeme jej obvykle rozšířit do celého prostoru, přičemž mimo studovanou oblast definujeme složky pole jako nulové.

## Operace
Operace s tenzorovými (vektorovými, skalárními) poli se provádí tak, že se provádí operace s příslušnými tenzory (vektory, skaláry) v daném bodě.